# Hyloxalus idiomelus
Hyloxalus idiomelus е вид земноводно от семейство Дърволази (Dendrobatidae).

## Разпространение и местообитание
Видът е ендемичен за северните централни части на Кордилера в Перу.
Среща се във влажните тропически гори, обикновено в близост до малки, бавно движещи се и понякога блатисти потоци.